# Beameromyia punicea
Beameromyia punicea är en tvåvingeart som beskrevs av Martin 1957. Beameromyia punicea ingår i släktet Beameromyia och familjen rovflugor. Inga underarter finns listade i Catalogue of Life.